# Original Hoch- und Deutschmeister
Original Hoch- und Deutschmeister ist der Name einer österreichischen militärischen Traditionskapelle, die im Türkischen Ton musiziert.

## Geschichte

### Militärkapelle bis 1918
Die Geschichte der österreichischen Militärmusik geht auf eine Anordnung von Kaiserin Maria Theresia aus dem Jahre 1741 zurück, worin sie verfügte, dass jedes Regiment für Truppenparaden seine eigene Kapelle haben sollte. Die Kapelle des Infanterie-Regiments Hoch- und Deutschmeister Nr. 4, das damals in Pavia stationiert war, hatte ihre erste Parade im Gründungsjahr 1741 in Mailand anlässlich der Geburt von Joseph II.
Viele Militärkapellen gingen zugrunde, nachdem aus Sparsamkeitsgründen angeordnet worden war, dass jeder Regimentsinhaber seine Kapelle selbst erhalten müsse. Der Kommandeur des Deutschmeister-Regiments, Graf Anton Colloredo (Feldmarschall Anton Graf Colloredo-Melz und Wallsee, * 14. Nov. 1707; † 17. März 1785 in Wien), und seine Offiziere unterstützten ihre Kapelle auch weiterhin, sodass sie erhalten blieb.
Der Wandel von der Militärkapelle zur Traditionskapelle vollzog sich ab dem Jahre 1781, als Kaiser Joseph II. die Deutschmeister in Wien stationierte. Ab diesem Zeitpunkt wurde sie zur Lieblingskapelle des Kaisers und des Volkes und wurde nicht nur für offizielle Anlässe, wie etwa bei der Wachablöse, eingesetzt, sondern gab auch öffentliche Konzerte vor dem Schloss Belvedere und in Schönbrunn.

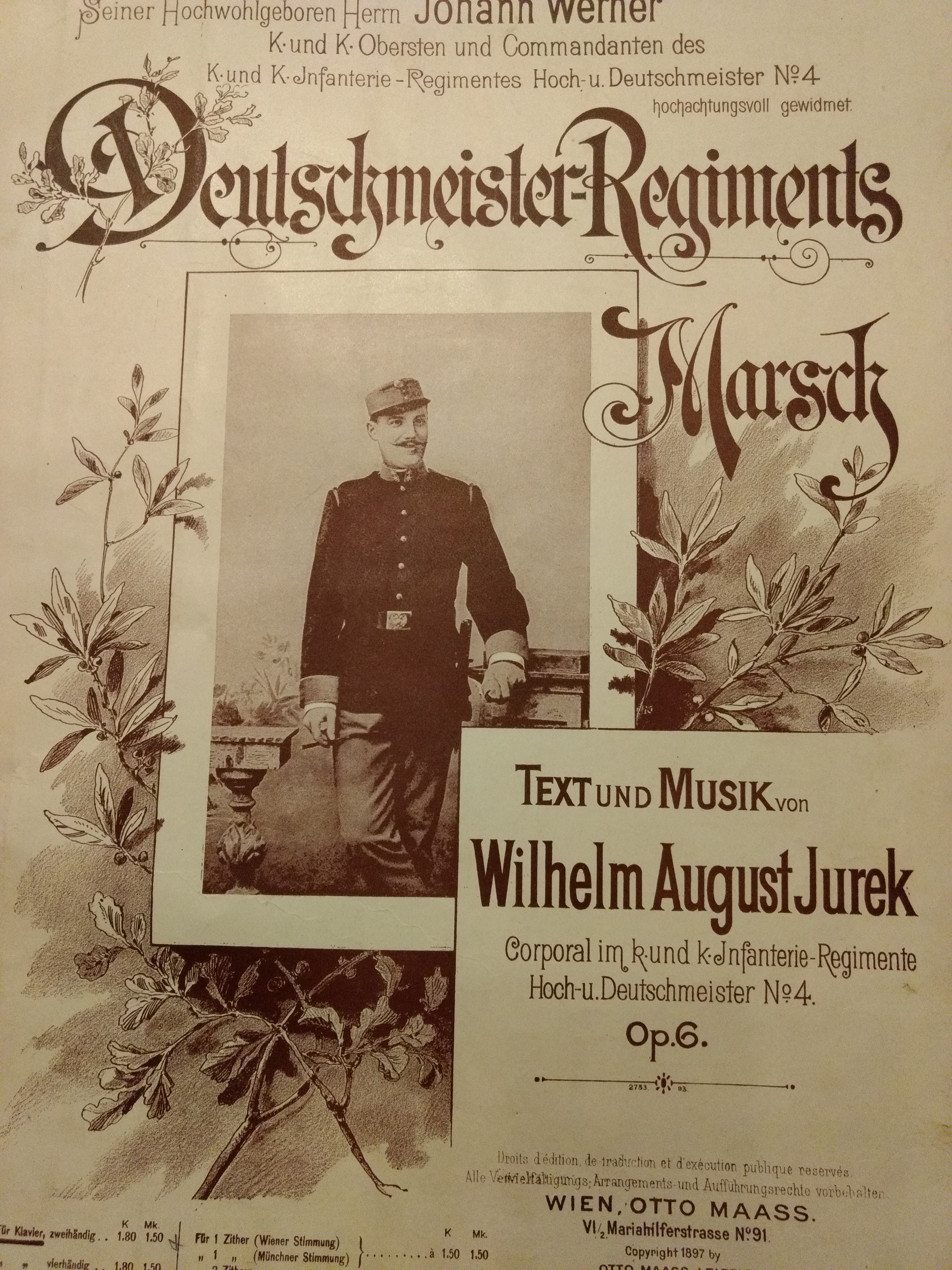
Frühe Notenausgabe des Deutschmeister-Regimentsmarsches

Die Qualität der Kapelle erklärt sich aus einer Vielzahl bekannter Musiker in ihren Reihen, die teilweise auch als Komponisten Berühmtheit erlangten. So gehörten der Kapelle etwa Joseph Hellmesberger, Josef Bayer, Dominik Ertl, Carl Michael Ziehrer, Alois Neidhart, Karl Mühlberger, Franz „Wolferl“ Wolfsecker, Josef „Pepi“ Klugmayer, Wilhelm Wacek, Julius Herrmann und Bert Silving an. Robert Stolz, der zwar seinen Kriegsdienst bei den Hoch- und Deutschmeister versah, gehörte hingegen der Deutschmeisterkapelle nicht an, absolvierte aber gemeinsame Auftritte mit der Deutschmeisterkapelle.
Von 1885 bis 1893 fungierte Carl Michael Ziehrer als Kapellmeister der Hoch- und Deutschmeister. Erfolgreiche Konzertreisen führten eine zivile Hoch- und Deutschmeisterkapelle in historischer Uniform 1893 unter der Leitung des regulären Deutschmeisterkapellmeisters Ziehrer, der extra um Urlaub angesucht hatte, zur Weltausstellung in Chicago. Während dieser Zeit leiteten stellvertretend Alois Neidhart als Tambourmajor und Musikfeldwebel Carl Theodor Grohmann (Ziehrers „Arrangier-Assistent“) als Interimskapellmeister die Kapelle. Im gleichen Jahr wurde der Deutschmeister-Regimentsmarsch von Wilhelm August Jurek uraufgeführt, der jedoch niemals Musiker bei der Kapelle, sondern Kompagniekanzlei-Hilfskraft gewesen ist. Im gleichen Jahr wurde die Nachfolge Ziehrers als Kapellmeister der Hoch- und Deutschmeister neu ausgeschrieben, im Zuge dessen 31 Bewerbungen einlangten, unter anderem von Franz Lehar. Die Stelle als Kapellmeister bekam jedoch Wilhelm Wacek, der zuvor ab 1887 als Stadtkapellmeister in Brixen tätig war und bis zum Ende der Monarchie 1918 Kapellmeister der Deutschmeister blieb. Von 1896 bis 1901 fungierte Wilhelm Zit als Regimentstambour. Ab circa 1905 – also in der Frühzeit der Tonaufnahmen – und in den folgenden Jahren nahmen die Deutschmeister unter Wacek zahlreiche Musikstücke auf. Im Jahre 1910 entsandte Kaiser Franz Joseph nun die offizielle Kapelle der Hoch- und Deutschmeister unter Wilhelm Wacek auf eine Konzertreise nach Südamerika. Diese Reise hatte der Metallindustrielle Arthur Krupp, Inhaber der Berndorfer Metallwarenfabrik, finanziert. Als letzter k.u.k. Regimentstambour der Hoch- und Deutschmeisterkapelle, die 1918 abrüsten musste, fungierte Josef 'Pepi' Klugmayer.

### Private Organisation nach 1918 ("Alte Deutschmeisterkapelle / "Original Hoch- und Deutschmeister")

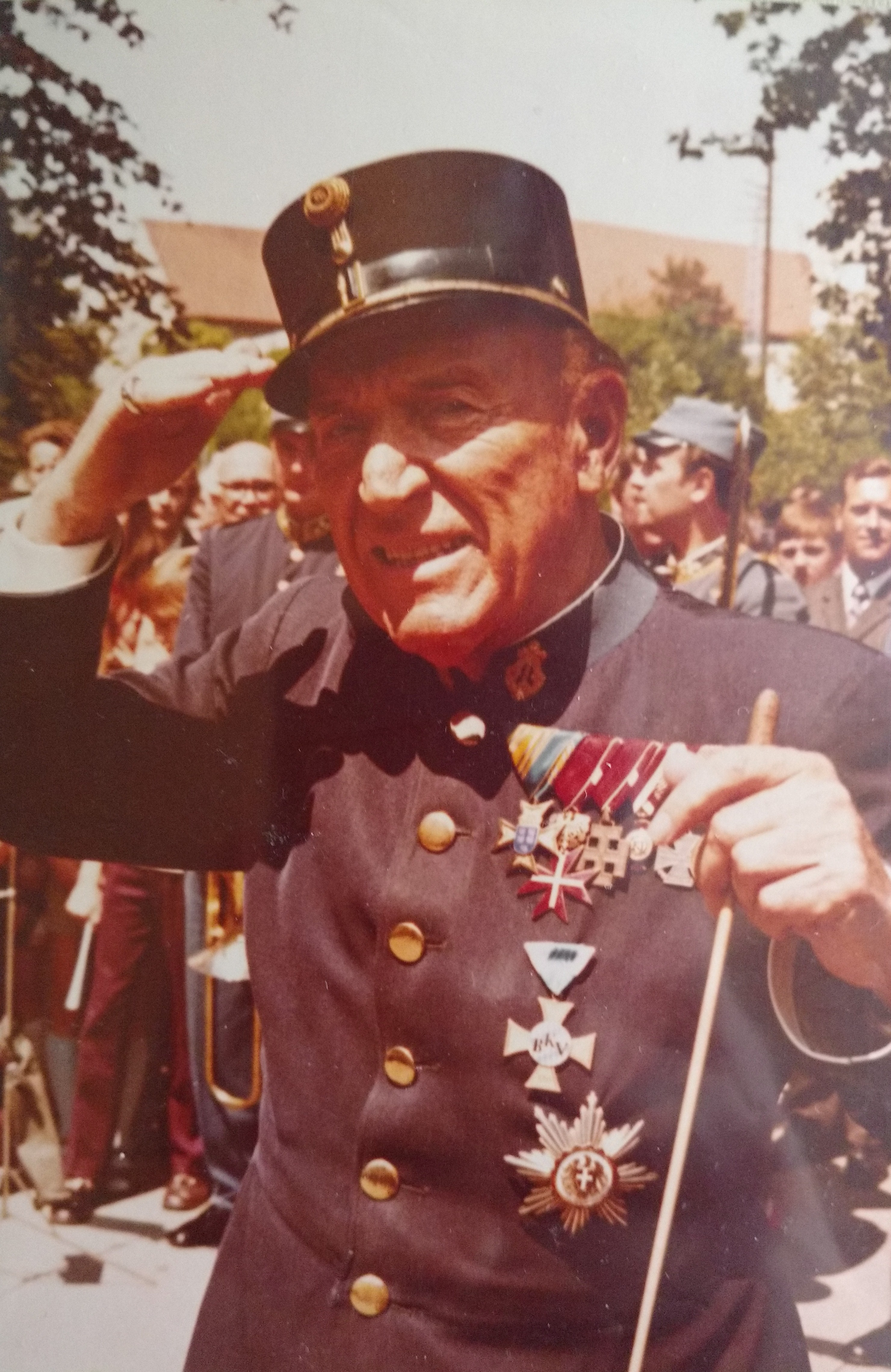
Kapellmeister Julius Herrmann – der „blecherne Furtwängler“ – im hohen Alter

Wenige Jahre nach Ende des Ersten Weltkrieges wurde die Traditionskapelle der Hoch- und Deutschmeister durch die Initiative des letzten Kapellmeisters Wilhelm Wacek als offizieller Klangkörper des Deutschmeisterbundes, des Veteranenvereins der Hoch- und Deutschmeister, wieder aufgestellt, weil vorher zahlreiche falsche „Deutschmeistermusiken“ mit Musikern, die gar keine Deutschmeister gewesen waren, den klingenden Namen „Hoch- und Deutschmeister“ in sittenwidriger Manier missbraucht hatten. Sogar ein Leichenträger des Wiener Zentralfriedhofs nannte sich „Deutschmeisterkapellmeister“.
Nach der Taktstockübergabe Waceks an Kapellmeister Julius Herrmann um 1931, den man später den „Furtwängler der Militärkapelle“ bzw. „Österreichs Marschkönig“ nannte,  blieb die „alte Deutschmeisterkapelle“, wie die Kapelle damals zur Unterscheidung von der „neuen“ Regimentskapelle des IR4 unter Karl Pauspertl (Kapellmeister von 1934 bis 1938) innerhalb des österreichischen Bundesheeres der Ersten Republik genannt wurde, bis ins heutige 21. Jahrhundert weiterhin als private Organisation bestehen. Nach dem Anschluss Österreichs an Nazideutschland blieb die Original Hoch- und Deutschmeisterkapelle unter Julius Herrmann zunächst weiterhin bestehen, denn die Geschichte der Deutschmeister konnte im Sinne des NS-Propaganda hervorragend missbraucht werden. Die Kapelle konnte so im Mai 1938 auf Tournee gehen, „weil sie namentlich den deutschen Charakter [...] besonders in den Vordergrund stellte.“ Herrmann musste jedoch während des Zweiten Weltkriegs den Verlust seiner Frau Angela und des gemeinsamen Sohnes Walter verkraften. Die Regimentskapelle des IR4 hingegen, die damals unter der Leitung von Pauspertl stand, machte noch im März 1938 kurz nach dem Anschluss eine achttägige Propagandareise nach München und kam von dieser Reise bereits in deutscher Montur nach Wien zurück. Sie wurde später mit der österreichischen Militärmusik in die reichsdeutsche Militärmusik mit ihrem Instrumentarium und der Normalstimmung integriert und ging somit unter.
Nach Ende des Zweiten Weltkrieges 1945 formierten sich die Original Hoch- und Deutschmeister bald wieder. Sie spielten unter anderem am 27. April 1945 am Wiener Rathausplatz bei der Österreichischen Unabhängigkeitserklärung und der Ausrufung der Zweiten Republik (Österreich) durch Staatskanzler Karl Renner sowie am 1. Mai 1945 am Schwarzenbergplatz ein umjubeltes Konzert, jedoch noch ohne der traditionellen blauen Uniform. Man führte die alte k.u.k. Tradition und damit auch die hohe Stimmung, den Cornettton, wieder ein. Von dieser Zeit an bis zum Tode Herrmanns 1977 entstanden sehr zahlreiche Schallplattenaufnahmen, darunter auch eine eigene Weihnachtsschallplatte. In dieser Zeit wurden zahlreiche Tourneen unternommen: Unter anderem ging die Kapelle von 1958 bis 1962 unter dem Motto „Vienna on Parade“ auf drei große Tourneen nach Amerika und spielte dort über ausverkaufte 300 Konzerte. Dabei gastierten die Original Hoch- und Deutschmeister unter anderem 1960 in der Carnegie Hall in New York – noch vor Ernst Mosch mit seinen Egerländern – als erstes deutschsprachiges Orchester. Am 3/4. Juni 1961 spielte die Kapelle beim Gipfeltreffen in Wien, wo John F. Kennedy und Nikita Chruschtschow aufeinandertrafen. Kennedy wünschte sich den „Kaiserjäger-Marsch“ von den Deutschmeistern. 1962 empfing der deutsche Bundeskanzler Dr. Konrad Adenauer die Deutschmeisterkapelle in Bonn. Bundeskanzler Dr. Julius Raab zeichnete Julius Herrmann wegen seiner großen Verdienste um Aufrechterhaltung des berühmten Musikcorps und seine Tätigkeit als Dirigent, Komponist und Interpret der Wiener Traditionsmusik mit dem silbernen Ehrenzeichen der Republik Österreich aus. Später wurde Julius Herrmann der Professorentitel verliehen.

### Neuorganisation als Traditionsverein 1977
Nach dem unerwarteten Tod von Julius Herrmann im Frühjahr 1977 beschlossen die Stammmusiker der führerlos gewordenen Kapelle um den damaligen Musikmeister und Flötisten Ferdinand Kastner, dass ein Verein gegründet werden sollte. Zuvor wurde fälschlicherweise die Auflösung der Deutschmeisterkapelle in den Medien gemeldet. Musikmeister Ferdinand Kastner leitete zwei Proben als Kapellmeister, bevor er von dieser Position wieder zurücktrat und unter dem neuen Kapellmeister der Original Hoch- und Deutschmeisterkapelle Horst Winter wieder Flöte spielte.  Die organisatorische Leitung der Kapelle übernahm damals der Musikmanager Wilhelm Breitenfeld (1918–1998), Chef der österreichisch internationalen Künstlervermittlung ÖIK. Am 6. Mai 1977 kam es unter der Bezeichnung »„Original Hoch- und Deutschmeister“ Kapelle des K. und K. Infanterieregiments Hoch- und Deutschmeister Nr. 4« zur Gründung eines Vereines, der unter der ZVR-Zahl 385688411 im Zentralen Vereinsregister eingetragen ist. Am 17. Juli 1977 gab Horst Winter das erste Konzert am Michaelerplatz als neuer Kapellmeister. Bei diesem Konzert wurde eine originalgetreue Kopie der Regimentsfahne feierlich von Erzbischof-Koadjutor Franz Jachym geweiht. Das Original befindet sich seither im Heeresgeschichtlichen Museum in Wien. In Winters Schaffensperiode fallen zahlreiche Tourneen in Europa, wie etwa nach Deutschland, Luxemburg und in die Schweiz. Zudem spielte die weltberühmte Kapelle bei der Fußball-Weltmeisterschaft 1982 in Spanien und nahm mehrere Tonträger auf. Auch das 250-jährige Jubiläum der Kapelle und das 300-jährige Bestehen der Hoch- und Deutschmeister wurden in dieser Zeit gefeiert. Seit 1988 besitzt die Kapelle mit der Marke „Hoch- und Deutschmeister“ auch einen für musikalische Dienstleistungen markenrechtlich geschützten Namen, der mittlerweile auch europaweit mithilfe einer Unionsmarke vor Missbrauch geschützt ist.

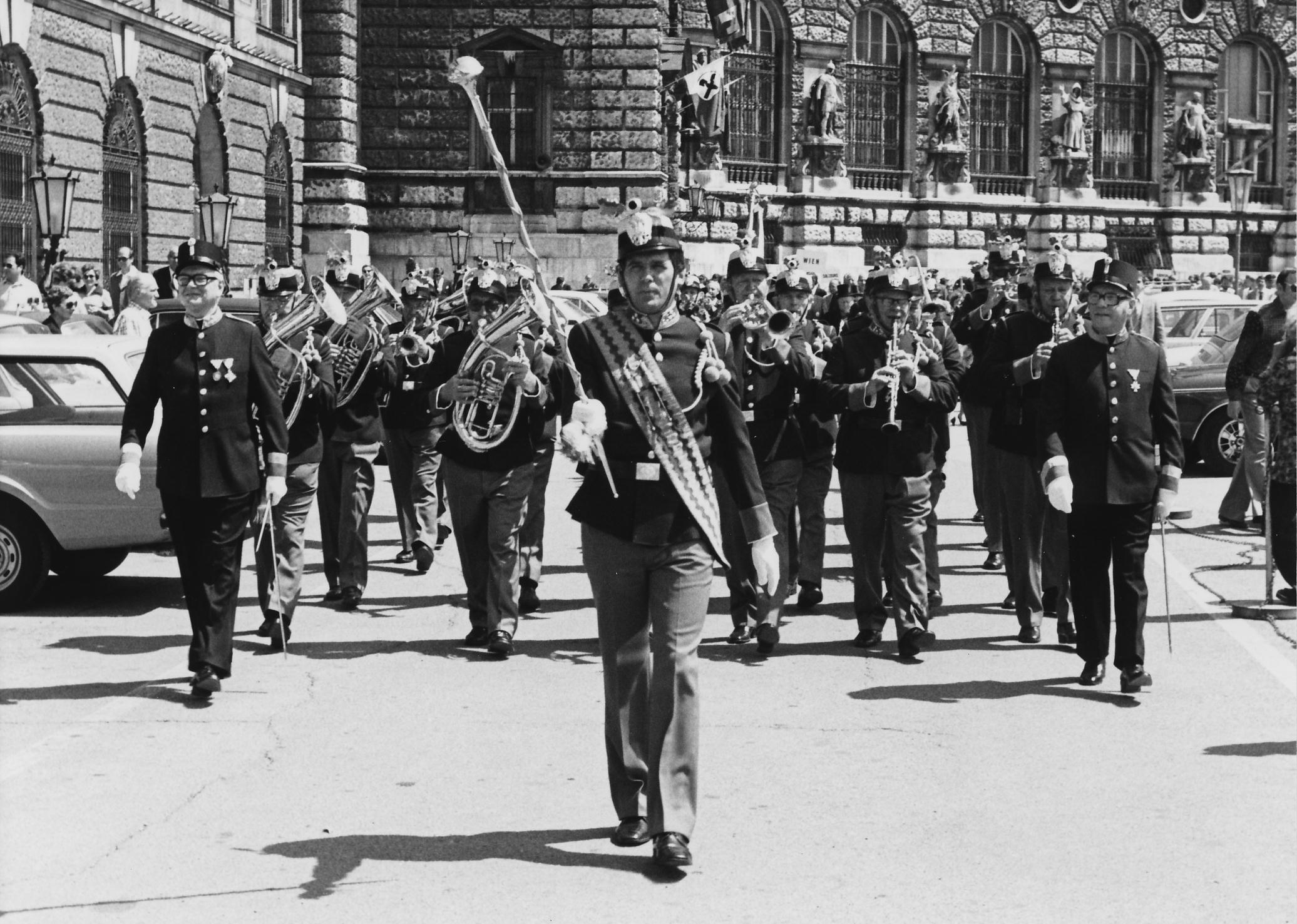
Original Hoch- und Deutschmeister im Jahr 1977 – Horst Winter ist neuer Kapellmeister

Horst Winter gab die musikalische Leitung 1998 aus gesundheitlichen Gründen an Ottokar Drapal ab, der langjährig Soloklarinettist beim Radio-Symphonieorchester Wien war und schon längere Zeit als zweiter Kapellmeister neben Horst Winter fungiert hatte. Er verstarb jedoch kurz darauf. Seit 1999 leitet Reinhold Nowotny die Kapelle. Nach wie vor spielt die Kapelle in der hohen Stimmung, dem türkischen Ton, und marschiert – im Gegensatz zu allen anderen Kapellen Österreichs – nach alter Vorschrift. Seit 2010 sorgen die Original Hoch- und Deutschmeister für musikalische Unterhaltung bei der Fete Imperiale, dem Sommerball der Spanischen Hofreitschule.
Ihrer Bestimmung als Traditionskapelle wurden die Original Hoch- und Deutschmeister jahrelang gerecht, dass sie jeden Samstag von Ende April bis Mitte Oktober jeden Jahres auf dem Inneren Burgplatz der Wiener Hofburg ein öffentliches Platzkonzert bei freiem Eintritt veranstalteten. Diese als „Burgmusik“ bekannte Veranstaltung erinnerte an die seit dem Ende der Monarchie in Vergessenheit geratene Wachablöse und hatte sich zu einem Anziehungspunkt für Besucher der Stadt Wien entwickelt. Um 10:45 Uhr marschierten die Deutschmeister in ihren historischen Uniformen über den Kohlmarkt und den Michaelerplatz in den Burghof und spielten dort in der traditionellen Kreisaufstellung, um kurz vor 12 Uhr wieder zurück zum Michaelerplatz zu marschieren. Aus finanziellen Gründen fand 2017 die Burgmusik nicht mehr statt, weil es nicht gelang, einen Sponsor zu finden.
In den letzten Jahren tritt die Original Hoch- und Deutschmeisterkapelle bei Platzkonzerten in historischer Kreisaufstellung vor dem Schloss Schönbrunn und dem Schloss Belvedere auf und empfing mehrfach den jährlichen Opernballgast von Richard Lugner musikalisch in Österreich. 2021 wurden „280 Jahre Deutschmeisterkapelle“ gefeiert und 2022 wurde zum Andenken (100. Todestag) an den ehemaligen Kapellmeister Carl Michael Ziehrer bei dessen Denkmal in der Prater-Hauptallee eine Gedenkfeier veranstaltet und eine Gedenkmedaille gestiftet. 2024 musizierte die Kapelle im Schloss Artstetten anlässlich des 110. Todestages von Thronfolger Franz Ferdinand von Österreich-Este.

### Besondere Stimmung und spezielles Instrumentarium
Die Original Hoch- und Deutschmeister sind die letzten blasmusikhistorisch originalen Vertreter der ruhmreichen Militärmusik Österreich-Ungarns. Während sich nach dem Zweiten Weltkrieg die meisten verbliebenen Militärkapellen der international gebräuchlichen Stimmung (440 Hz) anpassten, behielten die Original Hoch- und Deutschmeister die um einen Halbton höher liegende „hohe Stimmung“, den Cornettton. Der Cornettton geht auf die alten Feld- und Militärmusiken zurück, die im Freien und in der marschierenden Truppe gut gehört werden mussten. Eine weitere Besonderheit des Orchesters sind die verwendeten Instrumente: nach wie vor sind Es-Trompeten und Ventilposaunen im Einsatz, und statt der üblichen Basstuba wird die traditionelle Helikontuba verwendet. Schon der berühmte Wiener Musikkritiker Eduard Hanslick trat als einer der ersten dafür ein, die später für die Blechmusik der Militärmusik charakteristische hohe Stimmung, die vom international gebräuchlichen Stimmton abweicht, einzuführen, da die Musik im Freien von weitem hörbar sein musste und die Rücksicht auf Singstimmen, die im Theater- und Opernbetrieb durchaus angebracht ist, vernachlässigbar sei. Zudem würde, laut Hanslick, das Zusammenspiel zwischen Zivil- und Militärkapellen nicht dem eigentlichen Zweck einer Militärmusik entsprechen. Er nannte die hohe Stimmung daher eine „berechtigte Eigenthümlichkeit“.

### Die historische Uniform der Deutschmeisterkapelle
Adjustierung der Musiker:
Die Traditionskapelle Hoch- und Deutschmeister tritt seit ihrer Neuaufstellung vor ca. 100 Jahren in der Paradebekleidung der k.u.k. Infanterie-Regimenter aus der Zeit um 1900 auf. Dazu gehört eine Hose aus lichtblauem Tuch. Weiters der dunkelblaue Waffenrock mit Stehkragen, Achselwülsten und Ärmelaufschlägen in der Egalisierungsfarbe himmelblau und mit goldenen Knöpfen. (Es gab damals silberne und goldene Knöpfe, 28 verschiedene Egalisierungsfarben und zwei verschiedene Hosen für deutsche oder ungarische Regimenter. Dadurch konnte man 112 unterschiedliche Uniformen gestalten und bei Kenntnis des Farbcodes die Regimenter unterscheiden.) Auf dem Kragen werden auf jeder Seite Sterne und Borten für den Dienstgrad sowie eine Lyra aus silberfarbenem Blech als Zeichen eines Musikers angebracht. Über dem Waffenrock wird ein breiter Gürtel aus schwarzlackiertem Leder, der sogenannte Leibriemen, getragen. Dieser wird vorne mittig mit einer goldfarbenen Messingschnalle mit aufgeprägtem Doppeladler geschlossen. Als Kopfbedeckung dient der sogenannte Tschako, eine steife Kappe aus schwarzem Filz, eingefasst mit schwarzlackiertem Leder, der kurze Schirm und die Deckplatte ebenfalls aus schwarzlackiertem Leder. An der Vorderseite ist der Tschako mit einem großen Doppeladler aus goldfarbenem Messingblech versehen. Darüber wird eine Tschako-Rose eingesteckt. Diese besteht aus mehreren kreisförmigen Blechrippen, mittig mit schwarzen Lederscheiben belegt.

Adjustierung des Kapellmeisters:
Der Kapellmeister, der in der Monarchie eine Zivilperson mit Dienstvertrag und kein Soldat war, trägt eine offiziersähnliche Uniform. Zunächst eine blaugraue Hose mit Passepoiles in der Regimentsfarbe. (Die Farbe „blaugrau“ ist schon beinahe schwarz, man könnte sie heute als anthrazit bezeichnen.) Weiters einen schwarzen Rock, ähnlich der Mannschaft, aber in der Regimentsfarbe passepoiliert, ohne Achelswülste, die Schoßfalten sind mit doppelt geschweift gedeckten Patten versehen. Statt Borten oder Sternen befindet sich auf jeder Seite des Kragens eine goldgestickte Lyra, durchkreuzt mit einem Schwert. Die gerade geschnittene, 10 bis 15 cm hohe Kappe ist aus schwarzem Tuch mit einem kurzen Schirm aus schwarzlackiertem Leder. Vorne mittig ist eine Schlinge aus Schnur und ein Röschen. Diese sind für den Kapellmeister nicht goldfarben und schwarz durchwirkt wie bei Offizieren, sondern silberfarben und rot durchwirkt. Als zweite Kopfbedeckung für besondere Anlässe dient der Stulphut, links und rechts aufwärts gestülpt und mit Borten und Röschen verziert, auch hier silber anstatt goldfarben. Oben eingesteckt wird ein Federbusch aus schwarzen Hahnenfedern. Dazu gehört auch ein ca. 80 cm langer Offizierssäbel in einer vernickelten Säbelscheide mit einem Portepee, ebenfalls silber-rot statt gold-schwarz. Der Säbel wird an einer untergeschnallten Koppel linksseitig eingehängt.

## Diskografie
- 1905: Schottenfelder Kinder-Marsch von Gustav Macho, gespielt von der Musik des K. u. K. Infanterie-Regiment Hoch- und Deutschmeister No. 4., Kapellmeister Wilhelm Watzek, Gramophone Concert Record, G. C.-3-40388, (9856 u) (25 cm, uniface)[60]
- 1906: Rosen aus dem Süden, Walzer von Strauss (Streichorchester), gespielt von der Musik des k. u. k. Inf.-Reg. Hoch- u. Deutschmeister No. 4. Wien, Gramophone Concert Record, G. C.-2-40273, (6798 b) (25 cm, uniface)[61]
- 1906: Aufziehen und Ablösen der Burgwache mit Commando, gespielt von der Musik des k. u. k. Inf.-Reg. Hoch- u. Deutschmeister No. 4. Wien. German. Band. Gramophone Concert Record, G.C.-3-40302 (4141 I)[62]
- 1906: Maxim-Marsch a. d. Operette „Die lustige Witwe“ (Franz Lehár), gespielt von der Musik des k. u. k. Inf.-Reg. Hoch- u. Deutschmeister No. 4. German. Band. Gramophone Concert Record, G.C.-3-40296 (4277 I) (25 cm, uniface) (1906)[63]
- 1907: Weaner Drahrer-Marsch von Martin Uhl, gespielt von der Musik des k. u. k. Inf.-Reg. Hoch- u. Deutschmeister No. 4. German. Band. Gramophone Concert Record, G. C.-3-40394, (9926 u) (25 cm, uniface) (1907)[64]
- 1907: Wiener Blut, Walzer von Johann Strauss Sohn, gespielt von der Musik des k. u. k. Inf.-Reg. Hoch- u. Deutschmeister No. 4., Kapellmeister Wilhelm Wacek. Gramophone Concert Record, G. C.-3-40459, (11153 u) (25 cm, uniface) (1907)[65]
- 1908: Potpourri aus „Der Zigeunerbaron“ (I. Teil – Streichorchester) von Johann Strauss Sohn, gespielt von der Musik des K. u. K. Infanterie-Regiment Hoch- und Deutschmeister No. 4., Vezényel: Wilhelm Watzek, Gramophone Concert Record, G. C.-3-40205, (6793 b) (25 cm, uniface) (1908)[66]
- 1908: Potpourri aus „Der Zigeunerbaron“ (2. Teil – Streichorchester) von Johann Strauss Sohn, gespielt von der Musik des K. u. K. Infanterie-Regiment Hoch- und Deutschmeister No. 4., Vezényel: Wilhelm Watzek, Gramophone Concert Record, G. C.-3-40206, (6792 b) (25 cm, uniface) (1908)[67]
- nach 1918: Einzugsmarsch aus der Zigeunerbaron (Johann Strauss Sohn), Deutschmeister-Kapelle d. ehem. Infanterie-Regim. Hoch- u. Deutschmeister Nr. 4, Ltg.: Wilh. Wacek (Paloma P 2211)[68]
- 1930er: Der Traum eines österreichischen Reservisten – 1. Teil (Carl Michael Ziehrer), Alte Deutschmeisterkapelle, Ltg.: Julius Herrmann (Columbia) Schellack[69]
- 1930er: Der Traum eines österreichischen Reservisten – 2. Teil (Carl Michael Ziehrer), Alte Deutschmeisterkapelle, Ltg.: Julius Herrmann (Columbia) Schellack[70]
- 1930er: Der Traum eines österreichischen Reservisten – 3. Teil (Carl Michael Ziehrer), Alte Deutschmeisterkapelle, Ltg.: Julius Herrmann (Columbia) Schellack[71]
- 1930er: Der Traum eines österreichischen Reservisten – 4. Teil (Carl Michael Ziehrer), Alte Deutschmeisterkapelle, Ltg.: Julius Herrmann (Columbia) Schellack[72]
- 1953: Christmas Carols Played by The „Deutschmeister“ Band (Westminster) Vinyl[73]
- 1956: Here’s That Band Again (Westminster) Vinyl[74]
- 1965: Die Original Hoch- und Deutschmeister. Folge 2 (Elite Spezial) Vinyl[75]
- 1966: „Die weltberühmten Sousa Märsche“ (Westminster) Vinyl[76]
- 1969: Die Original Hoch- und Deutschmeister (Perl) Vinyl[77]
- 1970: Die Hoch- und Deutschmeister sind da (Falcon) Vinyl[78]
- 1973: Die Original Hoch- und Deutschmeister (Europa) Vinyl[79]
- 1974: Julius Herrmann und die Original Hoch- und Deutschmeister (BASF) Vinyl[80]
- 1974: Servus Wien – Julius Herrmann und die Original Hoch- und Deutschmeister (BASF) Vinyl[81]
- Nach 1977: Wir vom K. und K. – Die Hoch- und Deutschmeister; Leitung: Horst Winter (Ariola) Vinyl[82]
- 1979: Gruß aus Wien – die Hoch- und Deutschmeister spielen Robert Stolz (Ariola) Vinyl[83]
- 1985: Unter dem Doppeladler – die Hoch- und Deutschmeister; Leitung: Horst Winter (Teldec) Vinyl[84]
- 1988: Von der Hofburg nach Schönbrunn (Koch International) Audio-CD
- 1989: Österreichische Militärmärsche – Die Orig. Hoch- und Deutschmeister (Sonia) Audio-CD[85]
- 1992: 250 Jahre Original Hoch- und Deutschmeister (Koch International) Audio-CD[86]
- 1993: Zauber der Monarchie (Koch International) Audio-CD[87]
- 1997: Wien, Wien nur du allein (Koch International) Audio-CD[88]
- 2003: Musiktradition aus Alt-Österreich (Tyrolis) Audio-CD[89]
- 2007: Wunschkonzert (Tyrolis) Audio-CD
- 2008: Marschkönige (Tyrolis) Audio-CD
- 2010: Burgmusik in Wien (Tyrolis) Audio-CD
- 2019: Die Deutschmeister sind da (Tyrolis) Audio-CD[90]